# Banco Central de Bolivia (edificio)
El edificio del Banco Central de Bolivia es un edificio en la ciudad de La Paz, Bolivia, de 28 pisos y 107 m de altura. Concebido como idea y desafío en marzo de 1973, en junio de 1976 se inició el proceso de excavación. Fue inaugurado por el general y expresidente Luis García Meza en 1980, y puesto en servicio el 3 de agosto de 1981, convirtiéndose en un hito urbano y tecnológico para la ciudad.
Su acabado exterior y sus fachadas permiten la visión del paisaje urbano de La Paz. Su arquitectura y solidez representan la seguridad y confianza que le otorga la población.
Con un total de 33.500 m², cuenta con un diseño funcional y moderno que consigue representar algunas características de la arquitectura nacional, recuperando elementos decorativos de nuestras culturas ancestrales.

## Galería

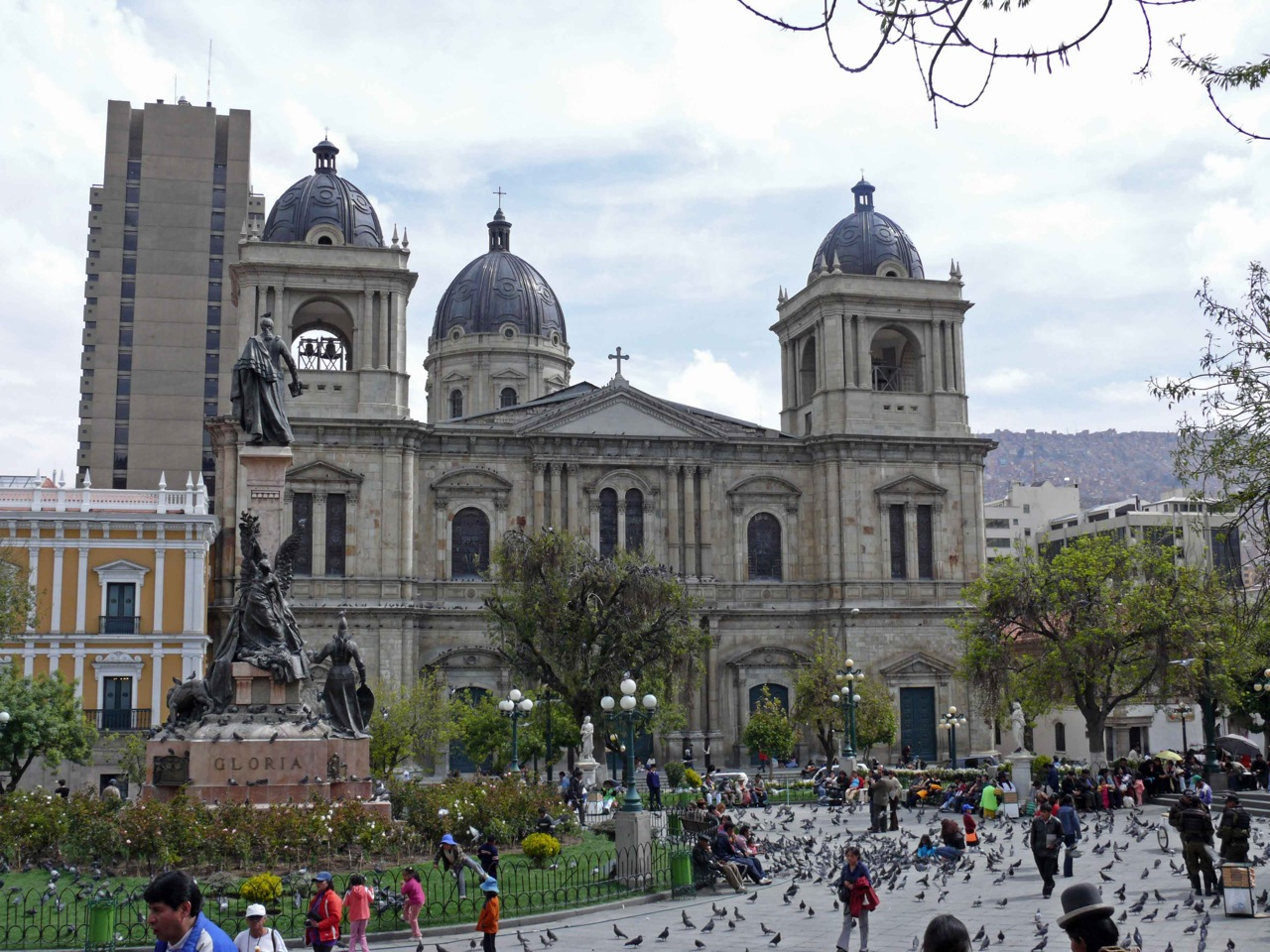
Fotografía del Banco Central, tomada atrás de la catedral de La Paz.
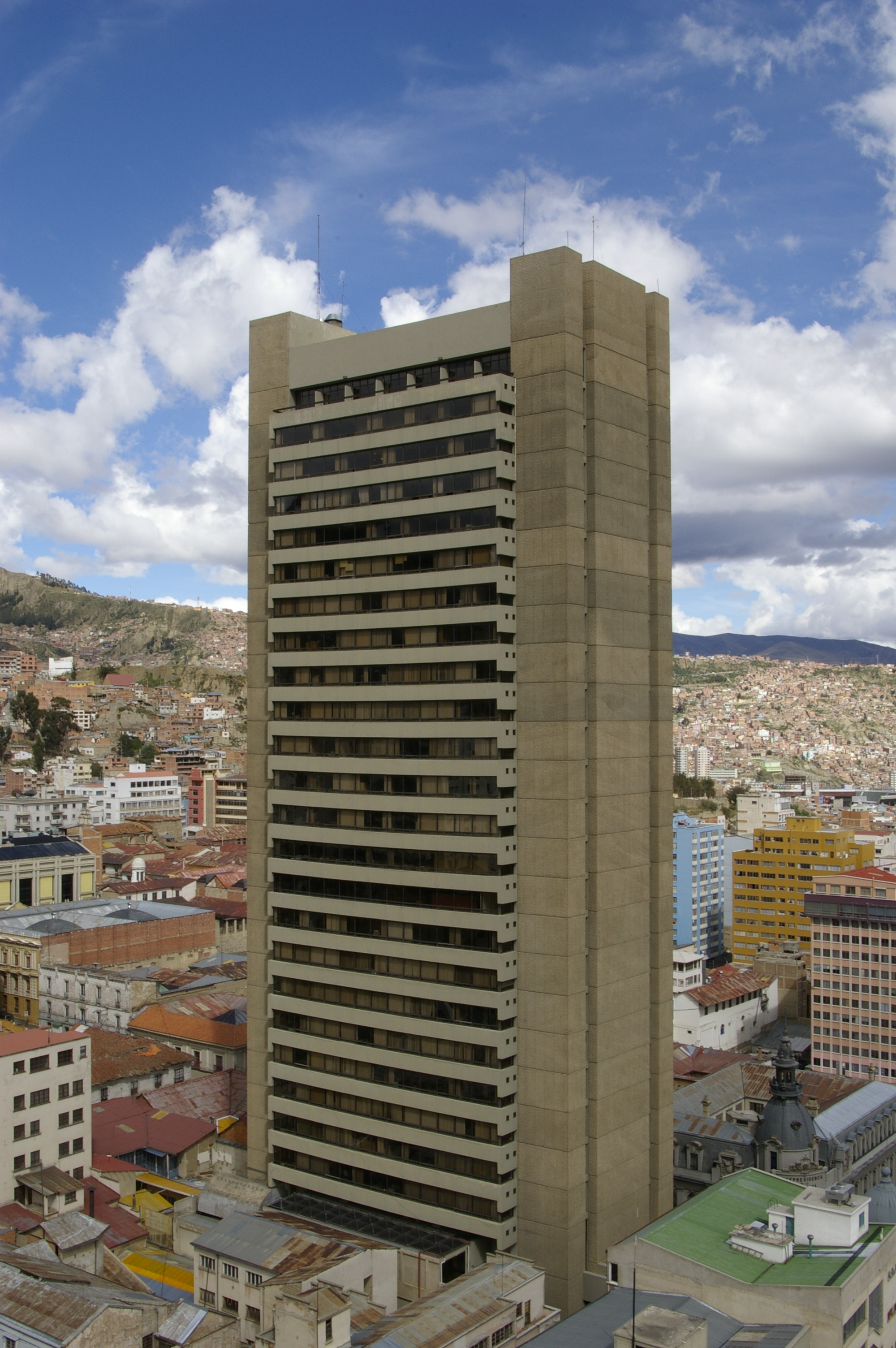
Fotografía del Banco Central de Bolivia